# انقطاعات الموت
انقطاعات الموت (بالبرتغالية: As Intermitências da Morte) رواية للأديب البرتغالي جوزيه ساراماغو، صدرت سنة 2005 عن دار النشر إيديتوريال كامينيو.
يتخيل ساراماغو في هذه الرواية دولة غير محددة الاسم يختفي فيها الموت لأسباب مجهولة. تطرح الرواية العديد من الأسئلة الوجودية حول فكرة الموت.

## المؤلف
جوزيه دي سوزا ساراماغو (1922–2010) كاتب وصحفي برتغالي حاصل على جائزة نوبل في الأدب عام 1998 تقديرًا لرواياته التي تمزج خيالًا مبدعًا وتعاطفًا ساخرًا نقديًا بالواقع الإنساني. اشتهر بأسلوبه الفريد من دون اقتباس علامات الحوار وجُمل طويلة مفعمة بالتهكّم والعمق وأعماله تُرجمت إلى أكثر من 25 لغة.
صدر عام 2005 كتابه "انقطاعات الموت" المعروف بالعربية بـ"انقطاعات الموت" حيث يخترع فرضية أدبية تطرح سيناريو مفاجئ : توقّف الموت عن الحدوث فجأة في دولة يدور عنها الحديث.

## أحداث الرواية
هذه الفقرة تسرد تفاصيل من عقدة الرواية
تدور الأحداث التي يسردها راو مجهول في دولة غير محددة، يستبعد أن تكون البرتغال (بما أنها بدون واجهة بحرية ويسود فيها نظام ملكي)، يختفي منها الموت فجأة، بالتحديد في فاتح يناير. أمام هذه الظاهرة الغريبة والغير مفسرة، تتحول الفرحة الأولية تدريجيا إلى قلق بفعل الاضطراب الذي يخلقه اختفاء الموت للعديد من المهن والقطاعات الاقتصادية كشركات التأمين على الحياة وشركات نقل الموتى ودور العجزة والمستشفيات، إضافة إلى الحكومة والكنيسة اللتين تصبحان مهددتين بفقدان سلطتيهما بسبب اختفاء الموت من المجتمع.
تنمو لاحقا فكرة بين فئات المجتمع الأكثر معاناة من غياب الموت (المصابون بأمراض مزمنة وأسرهم) بضرورة إيجاد مهرب إلى الدول المجاورة لتخليص أنفسهم وأقاربهم من الخلود في المعاناة. هذا «الطلب على الموت» يشجع ظهور منظمة سرية باسم «مافيا» (Maphia في النص الأصلي) تصبح تقريبا دولة داخل الدولة تشتغل أساسا في تسهيل الموت للراغبين في ذلك.

## الشخصيات
مع أن الرواية تتجنب التركيز على شخصيات محددة فهي تُقدّم مجموعة من الأصوات المجتمعيّة التي تمثل الشرائح التالية :
- المسن والطفل : موضوعان عاطفيّان في سرد في الجزء الأول يمثلان الضحية الأولى لإيقاف الموت.
- رجال الدين والمسؤولون : يظهرون في المشاهد الروحية والاجتماعية ناقلين صراع السلطة الروحية مقابل العلم الحديث.
- المواطنون العاديّون : تنقسم ردود فعلهم بين الطمأنينة بالحياة الطويلة والفزع من زوال المعنى.
- المراسلون والفلاسفة : يتناولون الحدث بوعي فلسفي وخاصة في المشهد الفكري حول “الموت كمناسبة” وأثره في الثقافة.

## المغزى الرمزي والفكري

### الموت هدية الحياة
تكشف الرواية أن الموت ليس عدواً ملازماً للحياة بل جزء أساسي منها. كما يلاحظ المعلّق الساخر :
“الموت هو جزء من الحياة وليس أمر شاذ … لأن كل شيء سيكون مباحاً إذا كانت الكائنات البشرية لا تموت”.

### سخرية القدسية الدينية
المشهد الذي يُحجب فيه عيون تماثيل القديسين علامة على النهاية الرمزية للدين بالموت والرواية تُؤكد أن الأديان "أحتاجت للموت لتُبرّر وجودها".

### التساؤل الأخلاقي والوجودي
الانقسام الاجتماعي بين الاستمتاع الفاحش أو ترتيب الحساب النفسي هو انعكاس لبحث الإنسان عن "معنى الحياة بدون موت".

### استنساخ السياسي والفلسفي
رواية ساخرة تعري الطبقات الحاكمة : السياسة تأخذ قرارًا سياسيًا حول الموت والخروج عنه بعبثية.

### اضطراب الهوية الإنسانية
الحياة التي تتوقّف تحت وطأة استمرارية الموت تتحول إلى عبء وجودي ثقيل كما وصفها أحد القرّاء :
“اعراض الحياة المعلقة… أو العيش بين اللاحياة واللاموت”

## أسلوب السرد والبنية

### جمل طويلة وفقدان علامات الحوار
يستخدم ساراماغو هذه التقنية لتركيز الانتباه على فوضى اللغة التي تعكس فوضى الحدث.

### راوي يعرف كل شيء
أسلوب القصة المتداخل يجعل الكاتب يبدو شبه إلهي يتعاطى مع الحدث بروح الكوميديا السوداء.

### ساخرة وواقعية
السخرية لا تخفي خوفه من الحياة. هي هروب رمزي وتحريض للفكر التاريخي.

## قراءات نقدية
- تعتبر من الروايات الأخيرة في مسار ساراماغو الأدبي، صدرت بعد رواية البصيرة (2004)، وكعادته كتبها بشكله الفريد في كتابة الجمل الطويلة والاعتماد فقط على علامات الترقيم في الفصل بين جمل الحوارات.
- كتبت الرواية في سياق أحس فيه ساراماغو بدنو أجله وهي بمثابة مدح أدبي للموت وبضرورة تقبله واعتباره حدثا طبيعيا في حياة الإنسان. رغم الجانب الجاد والحزين أحيانا لموضوع الرواية، إلا أن ساراماغو أغنى النص بسخريته المعهودة والحادة وبالعديد من التساؤلات المرحة المتعلقة ببعض المواقف التي يخلقها غياب الموت من المجتمع.[3]
- يستعمل ساراماغو تقنيات سردية جد متباينة في هذه الرواية، حيث ينتقل بسلاسة وبراعة [6] بين السرد الصحفي المغرق في التفاصيل للأحداث والفانتازيا (خصوصا في تجسيد الموت في آخر الرواية) مرورا بالتأملات الفلسفية الوجودية والتعليقات الساخرة الحادة حول بعض المواقف.

## الترجمة العربية
- انقطاعات الموت - دار النشر مسكلياني - تونس، ترجمة صالح علماني وتقديم نصر سامي.[7]